# Dynamine core
Dynamine core är en fjärilsart som beskrevs av Johannes Karl Max Röber 1915. Dynamine core ingår i släktet Dynamine och familjen praktfjärilar. Inga underarter finns listade i Catalogue of Life.